# Jacqueline Bolduan
Jacqueline Bolduan (* 1968) ist eine ehemalige deutsche Badmintonspielerin aus Berlin.

## Karriere
Jacqueline Bolduan gewann in den DDR-Nachwuchsaltersklassen zahlreiche Medaillen bei den nationalen Titelkämpfen. 1986 erkämpfte sie sich erstes Edelmetall bei den DDR-Einzelmeisterschaften der Erwachsenen. Weitere Medaillengewinne folgten 1988, 1989 und 1990. Mit dem Team von EBT Berlin wurde sie 1989 Dritte bei den DDR-Mannschaftsmeisterschaften.

## Sportliche Erfolge
| Saison    | Veranstaltung                        | Disziplin   | Platz | Name |
| --------- | ------------------------------------ | ----------- | ----- | --- |
| 1980/1981 | DDR-Einzelmeisterschaft AK 12/13     | Damendoppel | 3     | Jaqueline Bolduan / Gabriele Kaarz (EBT Berlin / Aktivist Mittenwalde)                                                          |
| 1981/1982 | DDR-Mannschaftsmeisterschaft Schüler | Mannschaft  | 2     | EBT Berlin (Mario Schauder, Steffen Wolf, Jacqueline Bolduan, Dörte Fritzsche)                                                  |
| 1982/1983 | DDR-Einzelmeisterschaft AK 14/15     | Dameneinzel | 3     | Jacqueline Bolduan (EBT Berlin)                                                                                                 |
| 1982/1983 | DDR-Einzelmeisterschaft AK 14/15     | Damendoppel | 2     | Turid Goetz / Jacqueline Bolduan (Einheit Dorfchemnitz / EBT Berlin)                                                            |
| 1982/1983 | DDR-Einzelmeisterschaft AK 16/17     | Mixed       | 3     | Kai Abraham / Jacqueline Bolduan (EBT Berlin)                                                                                   |
| 1983/1984 | DDR-Einzelmeisterschaft AK 16/17     | Mixed       | 1     | Kai Abraham / Jacqueline Bolduan (Empor Brandenburger Tor Berlin)                                                               |
| 1983/1984 | DDR-Einzelmeisterschaft AK 16/17     | Damendoppel | 3     | Jacqueline Bolduan / Turid Götz (EBT Berlin / Einheit Dorfchemnitz)                                                             |
| 1983/1984 | DDR-Einzelmeisterschaft AK 14/15     | Damendoppel | 1     | Kerstin Bohn / Jacqueline Bolduan (Einheit Greifswald / Empor Brandenburger Tor Berlin)                                         |
| 1983/1984 | DDR-Mannschaftsmeisterschaft Jugend  | Mannschaft  | 1     | Empor Brandenburger Tor Berlin (Kai Abraham, Jacqueline Bolduan, Torsten Zippel, Olaf Bahn, Manuela Engler, Katrin Schlotte)    |
| 1984/1985 | DDR-Einzelmeisterschaft AK 16/17     | Mixed       | 1     | Kai Abraham / Jacqueline Bolduan (Empor Brandenburger Tor Berlin)                                                               |
| 1984/1985 | DDR-Mannschaftsmeisterschaft Jugend  | Mannschaft  | 2     | EBT Berlin (Kai Abraham, Mario Schauder, Gabi Kaarz, Jacqueline Bolduan)                                                        |
| 1984/1985 | DDR-Einzelmeisterschaft AK 16/17     | Damendoppel | 3     | Gabi Kaarz / Jacqueline Bolduan (EBT Berlin)                                                                                    |
| 1985/1986 | DDR-Einzelmeisterschaft AK 16/17     | Mixed       | 3     | Sven Weise / Jacqueline Bolduan (DHfK Leipzig / EBT Berlin)                                                                     |
| 1985/1986 | DDR-Einzelmeisterschaft              | Damendoppel | 3     | Katrin Schlotte / Jacqueline Bolduan (EBT Berlin)                                                                               |
| 1987/1988 | DDR-Einzelmeisterschaft              | Damendoppel | 3     | Petra Tobien / Jacqueline Bolduan (EBT Berlin)                                                                                  |
| 1987/1988 | DDR-Einzelmeisterschaft              | Mixed       | 3     | Kai Abraham / Jacqueline Bolduan (EBT Berlin)                                                                                   |
| 1988/1989 | DDR-Mannschaftsmeisterschaft         | Mannschaft  | 3     | EBT Berlin (Kai Abraham, Dirk Hickl, Olaf Bahn, Nils Klöpfel, René Frank, Petra Tobien, Jacqueline Bolduan, Heike Heutzenröder) |
| 1988/1989 | Silberner Federball                  | Dameneinzel | 1     | Jacqueline Bolduan (EBT Berlin)                                                                                                 |
| 1988/1989 | Silberner Federball                  | Mixed       | 1     | Dirk Hickl / Jacqueline Bolduan (EBT Berlin)                                                                                    |
| 1988/1989 | DDR-Einzelmeisterschaft              | Mixed       | 2     | Kai Abraham / Jacqueline Bolduan (EBT Berlin)                                                                                   |
| 1988/1989 | Silberner Federball                  | Damendoppel | 1     | Jacqueline Bolduan / Kathrin Tröger (EBT Berlin / Robur Zittau)                                                                 |
| 1989/1990 | Silberner Federball                  | Mixed       | 3     | Kai Abraham / Jacqueline Bolduan (EBT Berlin)                                                                                   |
| 1989/1990 | DDR-Einzelmeisterschaft              | Mixed       | 2     | Kai Abraham / Jacqueline Bolduan (EBT Berlin)                                                                                   |
| 1989/1990 | Silberner Federball                  | Damendoppel | 1     | Jacqueline Bolduan / Kathrin Tröger (EBT Berlin / Robur Zittau)                                                                 |